# Шаар ха-Гай
Ша́ар ха-Гай (ивр. שער הגיא‎) или Баб эль-Вад (ивр. באב אל-ואד‎, араб. باب الواد‎ или араб. باب الوادي‎, лит. «Врата долины», англ. «Gate of the Valley») — развязка на шоссе № 1 с шоссе № 38 в 23 км от Тель-Авива, там где дорога начинает подниматься к Иерусалиму в ущелье между скалами (так называемый «Иерусалимский коридор»).
Во время Арабо-Израильской войны 1947—1949 гг. этот район стал местом ожесточённых боев между евреями и арабами, в частности, Арабским легионом, блокировавшим Иерусалим и препятствовавшим доставке в город грузов еврейскими конвоями.

## История

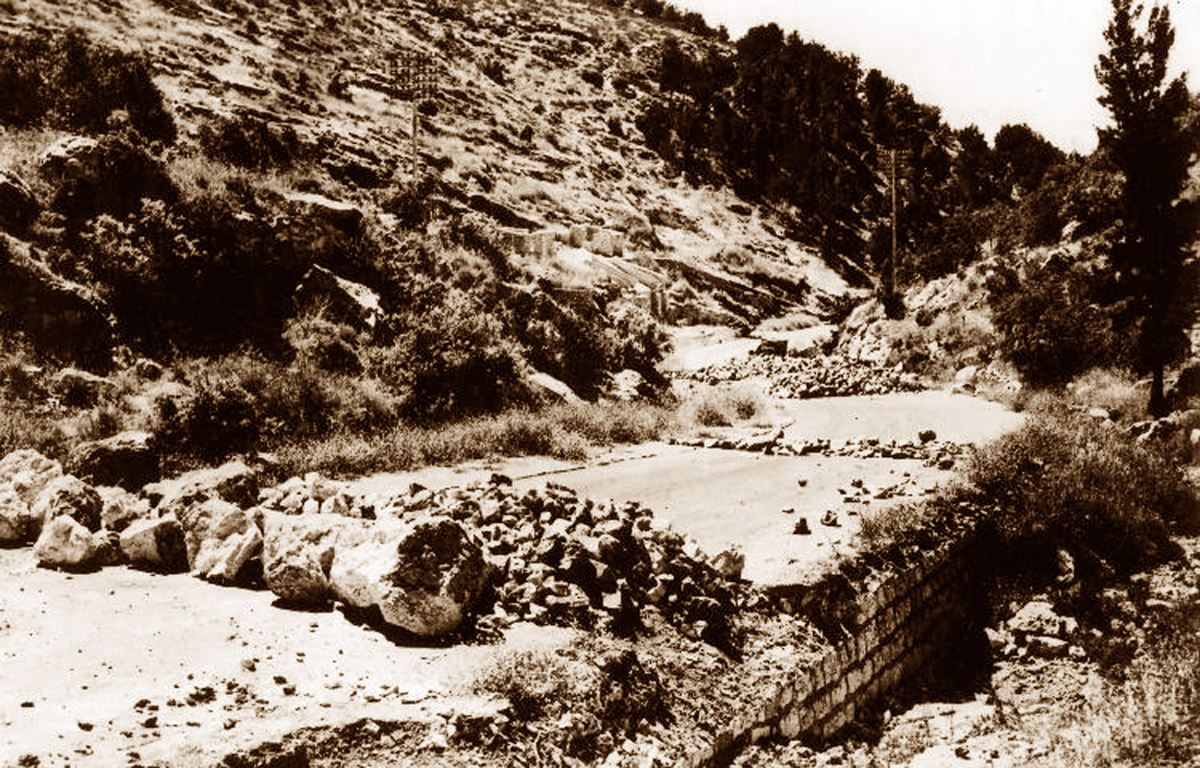
Блокированная дорога на Иерусалим, 1948 год

20 апреля 1948 года арабы отбили высоты около Шаар ха-Гай и перекрыли дорогу Тель-Авив — Иерусалим.
В результате операции Нахшон, блокаду Иерусалима удалось прервать, но арабам удалось вновь перекрыть дорогу. В конечном счете 10-й бригаде «Пальмаха» удалось овладеть этим участком, но последующая часть дороги в Иерусалим оставалась под арабским контролем. Ситуация стала ещё тяжелее после того, как 14 мая 1948 года британские войска покинули Латрунский монастырь и полицейский форт, доминировавшие над дорогой на Иерусалим, передав их частям трансиорданского Арабского легиона.
Последующие попытки израильских войск в мае—июле 1948 года закрепиться в этом районе успехом не увенчались, несмотря на тяжелейшие потери, понесённые израильскими войсками. Ещё почти 20 лет, до Шестидневной войны 1967 года, Латрун оставался под арабским контролем.
Для того чтобы обеспечить доставку грузов в Иерусалим, в кратчайшие сроки была построена обходная дорога, так называемая «Израильская бирманская дорога» («Дерех Бурма», по названию «Бирманской дороги», построенной во время Второй мировой войны из Бирмы в Китай).

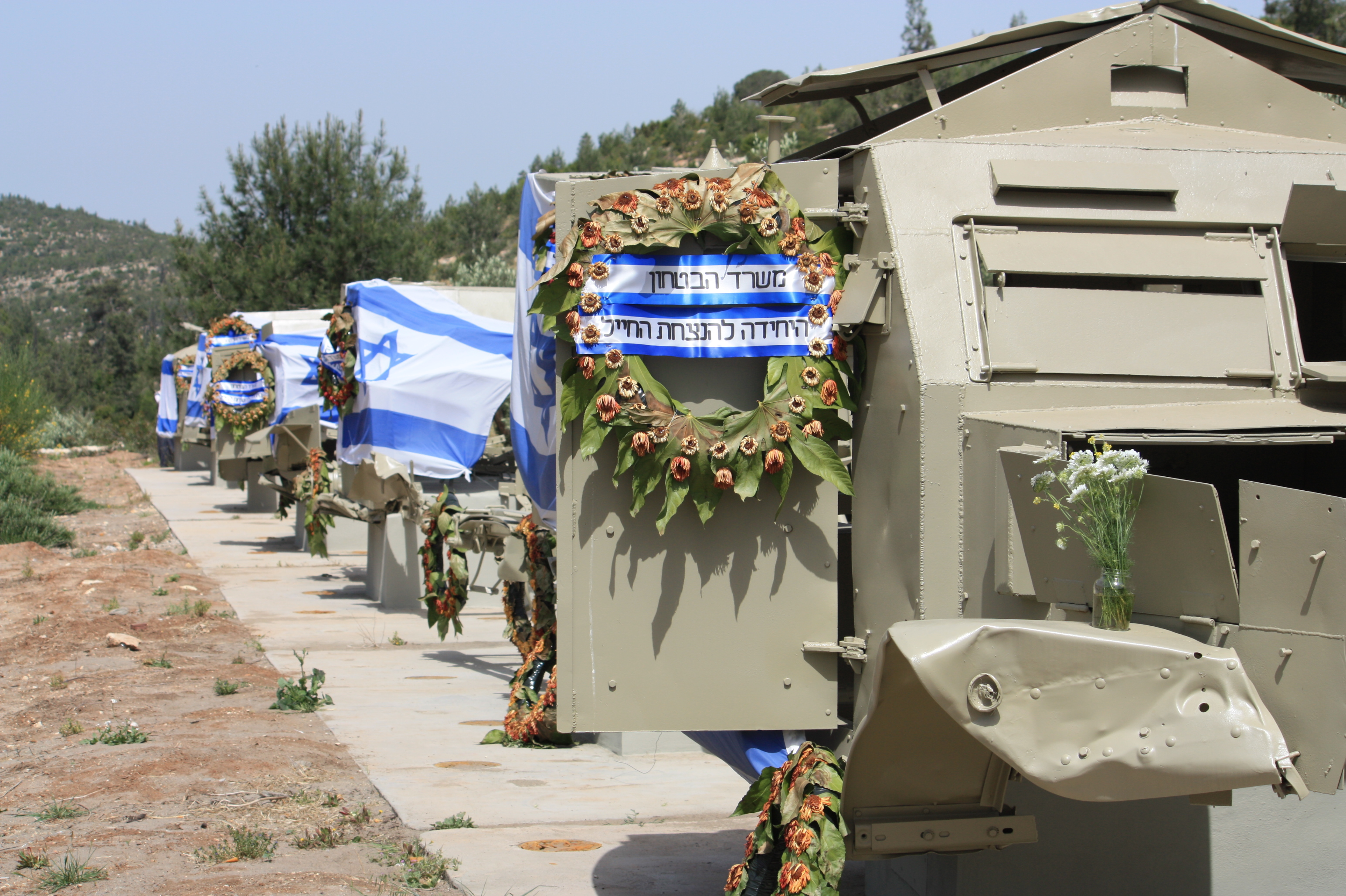
Остовы броневиков, сопровождавших конвои на Иерусалим в 1948 году

После Шестидневной войны 1967 года, когда район Латруна перешёл под израильский контроль, было вновь построено основное шоссе № 1 из Тель-Авива в Иерусалим, проходящее через Шаар ха-Гай.
Сегодня, в память о тех днях, на склонах современного шоссе на подъёме к Иерусалиму установлены ржавые остовы бронированных транспортных средств, сопровождавших конвои в Иерусалим, поражённых во время войны 1948 года. В честь 119 еврейских бойцов, погибших в те дни, построен памятник «Ма́хал».

## В искусстве
По следам боев 1948 года в районе перекрестка Шаар ха-Гай, на слова Хаима Гури и музыку Шмуэля Фершко была написана песня «Ваб эль-Вад» на иврите. Она исполнялась многими израильскими певцами: Яфой Яркони, Шошаной Дамари, Шломо Гронихом и Харелем Скаатом.
На северном склоне ущелья Шаар ха-Гай, на холме Машав над перекрёстком Шореш установлен памятник бойцам, пробившим дорогу на Иерусалим.